# Bolitoglossa diminuta
Bolitoglossa diminuta es una especie de salamandras en la familia Plethodontidae; es una de las menores del género.
Es endémica del parque nacional Tapantí, en la provincia de Cartago (Costa Rica).
Su hábitat natural son los montanos húmedos tropicales o subtropicales. Está amenazada debido a su limitada distribución.